# Хозяин тайги
«Хозяин тайги» — советский художественный детективный фильм 1968 года. Сценарий фильма написан Борисом Можаевым по мотивам его повести «Власть тайги».
Впоследствии было снято продолжение «Пропажа свидетеля» (1971) и «Предварительное расследование» (1978) с Валерием Золотухиным (милиционер Серёжкин) в главной роли.

## Сюжет
В таёжном посёлке, где ведут сплав леса сплавщики и всё на виду, происходит чрезвычайное происшествие — ночная кража в поселковом магазине. В соучастии признаётся сплавщик Николай Ипатов (Михаил Кокшенов). Он задержан, но молодому участковому старшине Серёжкину (Валерий Золотухин) не дают покоя некоторые противоречия по материалам возбуждённого уголовного дела — он догадывается, что Ипатов невиновен.
Подозрение падает на артель шабашников-лесосплавщиков и их бригадира Ивана Рябого (Владимир Высоцкий). В ночь, когда Рябой собирается уехать (уплыть) из посёлка со своей любимой женщиной (Лионелла Пырьева), Серёжкин решает перехватить его и провести обыск. При обыске обнаруживаются краденые вещи, и старшина вынужден арестовать Рябого. Но в деле оказался замешан не только он…

## В ролях
- Валерий Золотухин — старшина Василий Фокич Серёжкин
- Владимир Высоцкий — Иван Рябой, бригадир сплавщиков
- Лионелла Пырьева — Нюрка, повариха
- Михаил Кокшенов — Николай Ипатов, сплавщик
- Дмитрий Масанов — Николай Носков, директор магазина
- Леонид Кмит — Лубников (Назарыч), конюх
- Эдуард Бредун — Геня Варлашкин, сплавщик
- Иван Косых — бритоголовый сплавщик
- Владимир Липпарт — Фомкин, сплавщик
- Екатерина Мазурова — Семёновна, бабка Носкова
- Алла Мещерякова — Таня, жена Серёжкина
- Владимир Рудый — Антон, сплавщик
- Пётр Савин — председатель сельсовета
- Павел Шпрингфельд — Степан, сельский пьяница

## Съёмочная группа
- Автор сценария: Борис Можаев
- Режиссёр-постановщик: Владимир Назаров
- Оператор-постановщик: Владимир Николаев
- Композитор: Леонид Афанасьев

## Песни в фильме

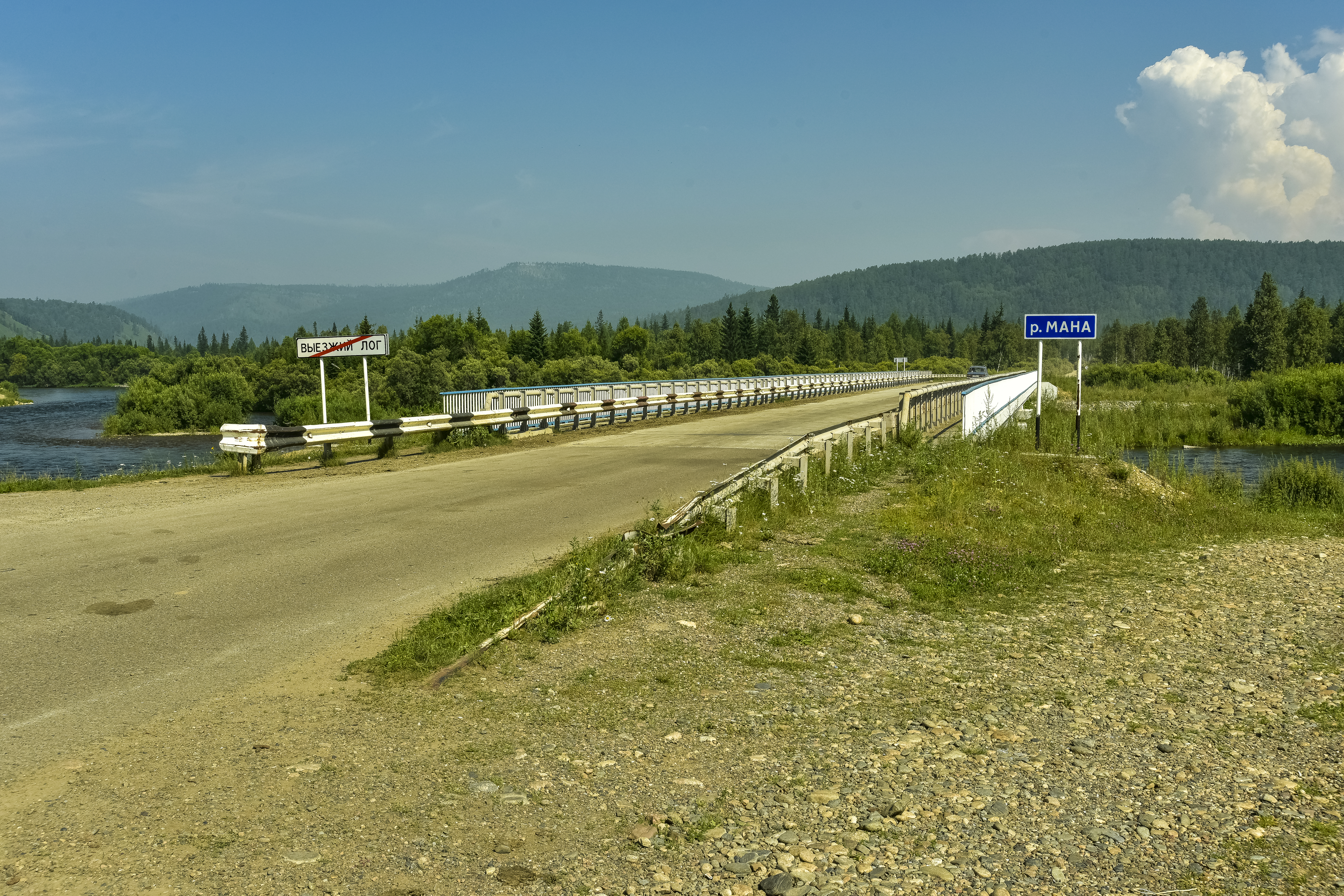
Выезжий Лог, река Мана, окрестности съёмок эпизодов из кинофильма «Хозяин тайги»

Для фильма В. С. Высоцким были написаны песни:
- «Сколько чудес за туманами кроется…» (не вошла).
- Дом хрустальный («Если я богат, как царь морской…»).
- Песня Рябого («На реке ль, на озере…»).

В. Золотухиным исполняется песня «Ой, мороз, мороз».
Натурные съёмки фильма происходили летом 1968 года в селе Выезжий Лог Манского района Красноярского края и на реке Мане. Во время съёмок Золотухин, по его собственным словам, «приторговывал» Высоцким, разрешая местным жителям за молоко и самогон посмотреть на актёра. В 1970 году фильм занял 20-е место в прокате, собрав 26,8 миллиона зрителей.